# Centralbyrån för ras och bosättning
Centralbyrån för ras och bosättning (tyska: Rasse- und Siedlungshauptamt der SS, förkortat RuSHA) var i Nazityskland den organisation som hade till uppgift att ”rena den ariska rasen” inom Schutzstaffel (SS) och administrera förtyskningen av de erövrade territorierna.

## Chefer
- 1931–1938 – Walther Darré
- 1938–1940 – Günther Pancke
- 1940–1943 – Otto Hofmann
- 1943–1945 – Richard Hildebrandt